# Catasticta tricolor
Catasticta tricolor är en fjärilsart som beskrevs av Butler 1897. Catasticta tricolor ingår i släktet Catasticta och familjen vitfjärilar. Inga underarter finns listade i Catalogue of Life.